# Дуглас Енгельбарт
Дуглас Карл Енгельбарт (англ. Douglas Carl Engelbart; 30 січня 1925, Орегон — 2 липня 2013, Каліфорнія) — один з перших дослідників людино-машинного інтерфейсу і винахідник комп'ютерного маніпулятора — миші, глава лабораторії в якій був створений перший графічний інтерфейс користувача, підготовлений прототип текстового редактора і розроблена концепція гіпертексту.
Енгельбарт є автором понад 25 робіт, мав 20 патентів на винаходи, безліч нагород (1987 — PC Magazine Lifetime Achievement Award; 1990 — премія ACM Software System та інші).

## Ранні роки та освіта
Дуглас Енгельбарт народився 30 січня 1925 в Портленді, штат Орегон в родині Карла Луїса і Гледіс Шарлотти Амелії Мунсон Енгельбарт. Середня дитина в сім'ї — сестра Доріан старша Дугласа на 3 роки, а брат Девід молодший на 14 місяців.
У родоводі сім'ї були вихідці з Північної Європи — німці, норвежці та шведи. Можливо, від предків Дуглас придбав схильність до ретельності і акуратності в роботі, хоча в дитинстві особливих здібностей у нього помічено не було. Проте він успішно закінчив у Портленді середню школу імені Франкліна і в 1942 році вступив до університету штату Орегон, маючи намір отримати спеціальність інженера-електрика. Провчившись два роки, він був змушений взяти участь у Другій Світовій війні, що вирувала далеко від американських кордонів. Дуглас Карл Енгельбарт був покликаний на службу як технік-радист на військово-морській базі на Філіппінах. Під час своєї служби Енгельбарт вперше прочитав статтю Венівара Буша «Як ми можемо мислити», яка надихнула його. У 1948 році, після повернення з війни закінчив навчання і отримав ступінь бакалавра з електротехніки. У тому ж році був найнятий Національним консультативним комітетом з повітроплавання при Дослідницькому центр Еймса, де працював до 1951 року. Пізніше він брав участь як інженер у проекті CALDIC (Каліфорнійський цифровий комп'ютер нового покоління). Підвищення швидкості та гнучкості взаємодії операторів і ЕОМ набуло для молодого інженера статус пріоритетного напрямку в роботі. Після цього Енгельбарт поступив в аспірантуру в каліфорнійський університет у Берклі, отримавши ступінь магістра наук (англ. Master of Science, M.Sc.) у 1953 році, а у 1955 році і ступінь доктора наук.
Наукова робота здалася йому більш відповідала його прагненням. Дуглас отримує ступінь магістра (1952), а потім доктора (1955) в області електротехніки і займає посаду виконувача обов'язків доцента в університеті Барклі в Каліфорнії. Енгельбарт отримує близько півтора десятка патентів на BI[що це?] — стійкі плазмові цифрові пристрої, в яких він бачить компоненти комп'ютерів майбутнього. Він включається в проведену університетом роботу зі створення нового суперкомп'ютера. Ідеї, якими Дуглас Енгельбарт ділиться з керівництвом і колегами, здаються тим занадто радикальними і навіть «дикими», і він змушений займатися чисто технічною роботою над новим пристроєм, поки представляв із себе монстра з інтелектом комахи, що живиться величезною кількістю перфокарт.

## Кар'єра
Будучи аспірантом допомагав у створенні проекту California Digital Computer (CALDIC). Після отримання докторського ступеня Дуглас залишився в Берклі, де протягом року викладав як асистент професора, а потім заснував стартап для комерціалізації деяких своїх досліджень в області пристроїв зберігання даних.

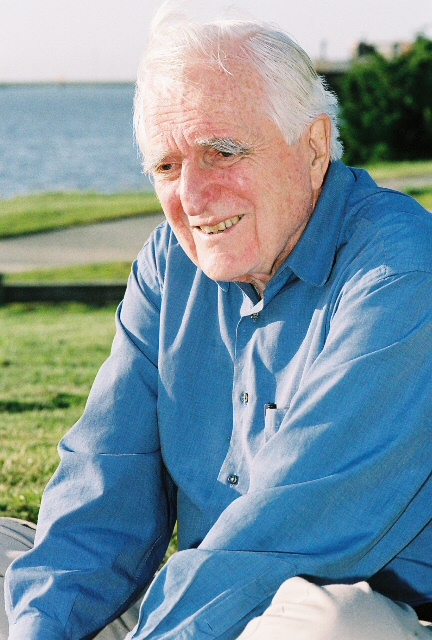
Дуглас Енгельбарт, 2006 рік

### SRI і ARC
У 1957 році він почав роботу в Стенфордському дослідницькому інституті розташованому в місті Менло-Парк. Спочатку працював разом з Г'юїтом Крейном над магнітними компонентами ЕОМ і мініатюризацією електронних пристроїв, поступово отримав більше десяти патентів (деякі з яких були результатом його дипломної роботи). У 1962 році підготував доповідь, що містила передбачуваний план досліджень і отримала назву «Доповнюючи людський інтелект: концептуальний фреймворк». (англ. Augmenting Human Intellect: A Conceptual Framework).. Доповідь знайшла підтримку і Дуглас отримав фінансування від агентства з перспективних оборонних науково-дослідних розробок США (DARPA). У своєму новому науковому центрі ARC (англ. Augmentation Research Center), який був створений на базі Стенфордського дослідницького інституту, він зібрав групу вчених, ставши для них рушійною силою при розробці так званої Онлайн Системи (NLS). Енгельбарт і його команда (Роберт Тейлор) розробили елементи комп'ютерного інтерфейсу, такі як виведення растрового зображення на екран, миша, гіпертекст, засоби спільної роботи і задатки графічного інтерфейсу користувача. Все це було розроблено в той час, коли більшість людей були далекі від комп'ютерів, і коли програмне забезпечення було в основному написано для закритих пропрієтарних систем.
У 1967 році Енгельбарт подав заявку на патент (отримавши його в 1970) для пристрою, що складався з дерев'яного корпусу з двох металевими коліс (патент 3541541 [Архівовано 24 травня 2012 у Wayback Machine.]), що він розробив спільно з Біллом Інгліш кількома роками раніше. У патенті пристрій описується як «індикатор XY положення для системи відображення». Пізніше Енгельбарт з'ясував, що це пристрій одержав прізвисько «миша», тому що шнур, що виходив з його задньої частини, був схожий на хвіст миші.

### The Mother of All Demos
Багато зі своїх винаходів Енгельбарт продемонстрував 9 вересня 1968 на презентації The Mother of All Demos. Презентація включала в себе першу демонстрацію миші, яку Дуглас використовував для управління вказівником на екрані. У той час про комп'ютери думали як про безособові коробки, які читають перфокарти, шумлять деякий час і випльовують стопки паперу. Графічне управління в режимі реального часу було просто неймовірним.

## Доленосні рішення
Доленосним для Дугласа стало знайомство зі статтею-есе американського інженера і вченого, одного з піонерів розробки аналогових комп'ютерів Вейнівара Буша (1890—1974) під назвою «As We May Think» («Як ми можемо мислити»), вперше опублікованою у липні 1945 року.
Багато ідей, що містилися в тексті Буша, здавалися молодому радисту, який сидів в невеличкій хатині на палях, розташованій на маленькому тихоокеанському острові, напівбожевільними. Величезну роль штучного інтелекту для створення майбутнього інформаційного суспільства, про яку говорив автор статті, Дуглас Енгельбарт вважав актуальною лише для далекого майбутнього. Але переконаність і енергія, що виходила від слів Буша, захопили його, і він поступово визначався з пріоритетами свого мирного життя.

## Перша «мишка»
Почався найпродуктивніший етап життя вченого. Почавши з робіт по розробці магнітних компонентів ЕОМ і мініатюризації обчислювальних пристроїв, лабораторія приступила до інтенсивних досліджень в рамках проекту NLS (oN-Line System), запропонованого Дугласом. Він включав в себе розробку нової операційної системи і принципово нової системи керування цифровими пристроями. Проміжним підсумком роботи лабораторії стали революційні інновації: виведення на екран монітора растрових зображень, розроблений на цій основі графічний інтерфейс, гіпертекст, засоби для спільної роботи декількох користувачів.
З 9 вересня 1968, з публічної презентації нових пристроїв для введення інформації, яку провів Дуглас Енгельбарт, біографія комп'ютера круто змінилася. Він представив «індикатор XY-положення для системи відображення», який отримав серед учених неформальну назву mouse — «миша». Цей девайс був коробочку з полірованого дерева з виходять з неї тонким проводом, забезпечену двома металевими коліщатками. При переміщенні по поверхні столу відбувалося обраховування оборотів і розворотів коліщаток, що впливає на стан курсору на моніторі. Візуальне управління введенням інформації в онлайн-режимі викликало фурор.
Якби Дуглас мав на меті збагачення та вмів вигідно продавати свої винаходи, він би став найбагатшою людиною, подібно Біллу Гейтсу. Але йому і його родині довелося терпіти важкі часи, коли розпалася команда, яка працювала по лінії оборонного відомства. Внесок Дугласа Карла Енгельбарта в становлення комп'ютерної ери був по-справжньому оцінений тільки на початку 90-х років XX століття. Він став лауреатом численних премій, удостоєний безлічі найпрестижніших звань і нагород.
Він продовжував плідно працювати до самої своєї смерті 2 липня 2013 року, на яку з усього світу надійшли безліч офіційних і неформальних щирих співчуттів сім'ї.

## Невизнаний геній
На жаль, великий винахідник не вмів продавати свої ідеї, за мишу він отримав скромну суму в $10 000, яку одразу ж вніс як першу плату за маленький заміський будиночок на околиці Силіконової Долини.
Нова миша, яку розробили за запатентованою миші Енгельбарта, значно відрізнялася не тільки зовні, але і по внутрішньому устрою, від свого попередника. А патент закінчився трохи раніше того моменту, коли миші попрямували по планеті під крилом таких компаній як Apple, IBM і Microsoft.
Провал NLS став незворотнім кінцем його лабораторії, на початку 70-х команда Енгельбарта стала розбігатися, несучи з собою осколки його ідей. Нездатність Дугласа продаватися загнала його в тінь. Він присвятив себе сім'ї: збирав з дітьми гриби та ягоди, рибалив, плавав по бурхливих річках Орегона.
Дуглас Карл Енгельбарт (Douglas Engelbart)Потім був жахливий пожежа, у вогні якої згоріло все, що було нажите з таким трудом. Сім'я Дугласа (дружина і четверо дітей) поневірялась по знайомих протягом декількох років, поки не вдалося зібрати кошти на відновлення будиночка.
Про Енгельбарта згадали на початку 90-х, його заслуги визнали, і на сьогоднішній день у винахідника близько 40 премій і нагород. Хотілося б перерахувати деякі з них:
1987 рік — журнал PC Magazine присуджує Дугласу премію «За досягнення на життєвому шляху»;
1991 рік ознаменований отриманням премії Конгресу американської промисловості за винахідництво;
1994 рік: Енгельбарт стає Почесним доктором Університету штату Орегон, також його приймають у члени Американської академії наук і мистецтв.
Вже немолодий винахідник працював, не покладаючи рук. Засноване ним, спільно з дочкою Христиною, підприємство, назване «Інститут самовдосконалення», цілком успішне і перспективне.[джерело?] Це підприємство покликане об'єднати всіх правителів[що?] сфери IT, щоб сформувати союзи і поліпшити не тільки самих себе, а й свої організації. Крім того, йде активна робота по створенню концепції колективного IQ для підбору персоналу в організації.
Надія на те, що його ідеї нарешті будуть визнані, з'явилася у Дугласа в 2007 році, коли було оголошено про запуск проекту «Спадщина Енгельбарта». Він вірив у те, що його ідеї будуть існувати в новому часі і втіляться у життя. Дуглас Енгельбарт мріяв модернізувати операційну систему людини. Невгамовний винахідник вважав лінь найбільшим злом на планеті.

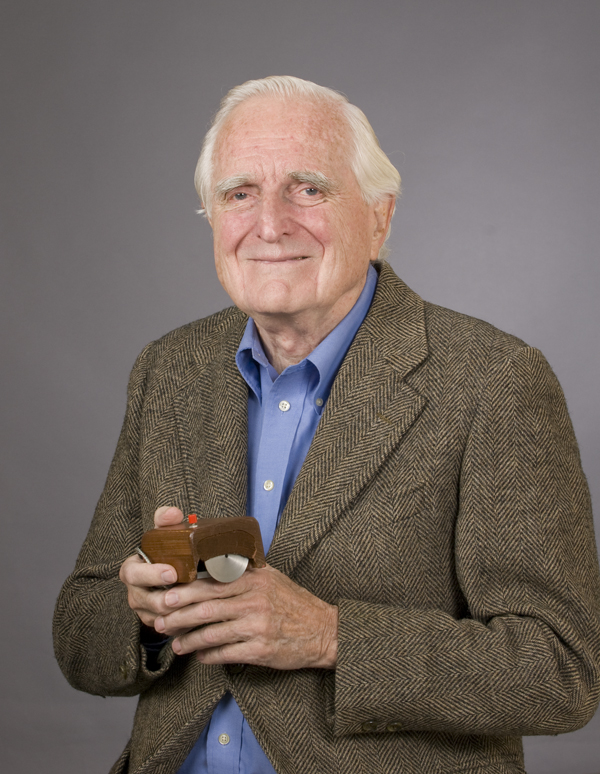
Дуглас Енгельбарт і перша комп'ютерна миша. Листопад 2008 року

## Нагороди
Починаючи з кінця 80-х років Дуглас Енгельбарт отримав такі нагороди та премії:
- У 1992 році був нагороджений медаллю «Піонер комп'ютерної техніки», найпрестижнішою нагородою Комп'ютерного співтовариства IEEE.
- У грудні 1995 року на четвертій конференції WWW в Бостоні він став першим лауреатом Меморіальної премії Юрія Рубинського.[13]
- У 1997 році був нагороджений премією Лемельсона у розмірі $ 500,000 — найбільшої премією у світі, яка видається за винаходи та інновації.[14]
- Також в 1997 році був нагороджений премією Тюрінга за надихаюче передбачення майбутнього розвитку інтерактивних обчислень і винахід ключових технологій допомагають це передбачення реалізувати.[15]
- У грудні 2000 року президент США Білл Клінтон вручив Енгельбарту Національну медаль США у галузі технологій та інновацій, вищу технічну нагороду в США.
- У 2001 році Британським комп'ютерним спільнотою був нагороджений медаллю Лавлейс.[16]
- У 2005 отримав премію імені Норберта Вінера.[17]
- У 2011 році введено в Зал Слави IEEE Intelligent Systems AI's.[18][19]

## Сім'я
З 1950 року був одружений з Баллард Фіш Енгельбарт, шлюб тривав до смерті Баллард в 1997 році. Вдруге одружився 26 січня 2008 з продюсеркою Карен О'Лірі Енгельбарт. Від першого шлюбу у Дугласа четверо дітей — Герда, Діана, Крістіан і Норман.